# Milan Milovanović (generał)
Milan Milovanović (serb. Милан Ж. Миловановић, ur. 15 maja 1874 w Šetonje, zm. 1942 w Belgradzie) – serbski generał, szef Sztabu Generalnego Jugosławii 1929-1934, minister wojny i marynarki w 1934.
Syn opata monasteru w Vitovnicy. Ukończył akademię wojskową (w 1894) i Wyższą Szkołę Wojskową w Belgradzie. W 1912 kierował Oddziałem Wywiadowczym Naczelnego Dowództwa. W 1913 był szefem sztabu Dywizji Czarnogórskiej i Drińskiej. Następnie sprawował funkcje: zastępcy szefa sztabu 3 Armii, szefa Departamentu Ogólnego Ministerstwa Wojny i Oddziału Operacyjnego Naczelnego Dowództwa, delegata Naczelnego Dowództwa przy jego francuskim odpowiedniku, szefa sztabu 2 Armii w I wojnie światowej, członka Rady Wojennej i profesora Akademii Wojskowej. W 1923 otrzymał stopień generała dywizji, w 1928 – generała armii. Od 1929 do 1934 był szefem Sztabu Generalnego Jugosławii (w latach 1922–1924 pełniącym obowiązki), a w 1934 ministrem wojny i marynarki. Publikował na tematy taktyczne w piśmie Ratnik. Przeniesiony do rezerwy w 1940.

## Odznaczenia
- Order Gwiazdy Jerzego Czarnego III i IV klasy (Jugosławia)
- Order Gwiazdy Jerzego Czarnego z mieczami III i IV klasy (Jugosławia)
- Order Białego Orła III, IV i V klasy (Jugosławia)